# Estadio Telmo Carbajo
El Estadio Telmo Carbajo es un estadio de fútbol ubicado en el distrito de Bellavista, Callao, Perú. Fue inaugurado en 1927, siendo el único estadio de fútbol de la Provincia Constitucional del Callao hasta 1996. Este recinto deportivo ha sido sede de campeonatos profesionales y amateurs nacionales.
En sus inicios antes de su construcción este lugar cercano a la Pampa de la Mar Brava, fue el lugar donde se afianzaron los primeros clubes del Callao, entre ellos, el Club Atlético Chalaco, y luego, el Sport Boys Association. El nombre actual del estadio es debido al máximo ídolo del Club Atlético Chalaco, Telmo Carbajo.

## Historia

### Estadio Modelo
Fue inaugurado con el nombre de Estadio Modelo en 1927 por el presidente Augusto B. Leguía en una zona cercana a la llamada Pampa de la Mar Brava. En dicho lugar fue donde se realizaron los primeros partidos de fútbol entre los tripulantes de las embarcaciones británicas que anclaban en el Callao a finales del siglo XIX e inicios del siglo XX. 

### Estadio Jorge Chávez Boza
Fue renombrado en 1937 como Estadio Jorge Chávez Boza en honor al exdelantero del Club Atlético Chalaco de ese nombre, fallecido en 1936.

### Estadio Telmo Carbajo
Fue renombrado por segunda vez, el 30 de agosto de 1949, luego del fallecimiento del año anterior de Telmo Carbajo quien, además de practicar otros deportes, fue un destacado futbolista y es el máximo ídolo del Club Atlético Chalaco. Fue sede de los dos equipos con más tradición del Callao, el Club Atlético Chalaco y el Sport Boys Association. 
En 1951 dejó de utilizarse para la práctica del fútbol profesional, debido a la construcción del Estadio de la Universidad Nacional Mayor de San Marcos y de la reconstrucción del Estadio Nacional José Díaz.
Durante el terremoto de 1966, el Telmo Carbajo sufrió graves daños estructurales en su tribuna de oriente, que tuvo que ser clausurada. De esta manera, la capacidad del estadio quedó reducida a los aproximadamente 5000 espectadores que cabían en su tribuna preferencial.
Durante la segunda mitad de la década de 1980, un movimiento inspirado por la hinchada del Sport Boys, cansada de no poder ver a su equipo jugar como local, presionó para que el Telmo Carbajo fuese habilitado para jugar partidos de la Primera División del Perú. A pesar de la negativa inicial de la Federación Peruana de Fútbol, la directiva del club, después de realizar algunas mejoras y de brindar las garantías del caso, consiguió que el fútbol profesional volviera al Callao. El último partido de Primera División que albergó este recinto fue el 8 de octubre de 1995, en el marco de la fecha 29 del Descentralizado. Se enfrentaron Sport Boys y Sporting Cristal. El partido terminó con triunfo de los celestes por 2-0 y con una gran ola de violencia por los enardecidos hinchas rosados.
En 2010 fue remodelado por parte del Instituto Peruano del Deporte y la Municipalidad Provincial del Callao, con la financiación del gobierno central liderado por el presidente Alan García. Contando con un campo de césped artificial y una pista atlética. Pero al no tener las tribunas en buen estado no se realizaron encuentros oficiales de fútbol.
En 2018 el estadio fue convertido en un complejo deportivo que sirvió como sede de entrenamiento para los deportistas durante los Juegos Panamericanos de 2019 que se realizaron en Lima. Cuenta con una cancha de fútbol siete, una de fútbol once, dos canchas de tenis de polvo de ladrillo, dos losas de concreto para tenis y cuatro losas polideportivas de concreto para futsal, básquet y vóleibol.
La fachada del estadio fue declarada en 1990 como Monumento Histórico por el Instituto Nacional de Cultura (RJ 159-90-INC/J), por lo que no ha sido parte de la remodelación.